# دينيس كولينز
دينيس كولينز (بالإنجليزية: Denis Collins)‏ هو سياسي أسترالي، ولد في 27 أكتوبر 1941. انتخب عضو الجمعية التشريعية للإقليم الشمالي ‏.